# Дом страхового общества «Россия» (Ростов-на-Дону)
Дом страхового общества «Россия» — ростовский памятник градостроительства и архитектуры. Здание расположено на Ворошиловском проспекте в историческом районе Ростова-на-Дону. Здание построено в 1910-х годах. С 1998 года зданию присвоен статус объекта культурного наследия России регионального значения. Один из многочисленных домов этого страхового общества в городах, признанных памятниками архитектуры.
Здание представляет собой характерный пример городской застройки конца XIX — начала XX века в стиле эклектика с ярко выраженными чертами неоренессанса и элементами классицизма. Фасад здания трехэтажный, симметричный, с богатым и выразительным декором. Первый этаж выполнен с использованием рустованного декора, который придаёт зданию фундаментальность и зрительно отделяет нижний ярус от верхних этажей. Второй и третий этажи украшены сложными лепными наличниками с рельефными замковыми камнями, растительными мотивами и фигурными сандриками различных форм — треугольных, лучковых и прямых. Оконные проёмы второго этажа дополнены изящными декоративными вставками, акцентирующими внимание на вертикальных осях фасада.
Особое внимание привлекают декоративные пилястры с лепными капителями и сложные профилированные карнизы между этажами, оформленные лепниной. Венчающий карниз украшен рядом небольших модульонов и геометрическим орнаментом, что придаёт завершённость композиции здания. В центральной части фасада расположен балкон с изящными коваными решётками, характерными для доходных домов конца XIX века.
Цветовое решение здания типично для архитектуры того периода: фасад окрашен в теплый жёлтый цвет, а декоративные элементы подчёркнуты белым, что усиливает выразительность лепнины и декоративной пластики фасада.